# غرناوية (ساركويد)
الغرناوية أو داء الساركويد (بالإنجليزية: sarcoidosis)‏ مرض مناعي مجهول السبب يظهر على هيئة مجموعات غير طبيعية من الخلايا الالتهابية «granulomas - الحبيبية» والتي يمكن أن تشكل عقيدات في أعضاء عدة.
وغالباً ما تحدث هذه التجمهات الحبيبية في الرئتين والعقد اللمفاوية المرتبطة بها، لكن من المحتمل أن يصاب بها أي عضو آخر كذلك. ويصيب غالبا الشباب من الجنسين.
تظهر أعراضه تدريجياً، ولكن في بعض الحالات قد تظهر فجأة. يتفاوت سيره السريري من مرض لاعرضي إلى حالة مزمنة وخيمة قد تؤدي إلى الموت.

## الأعراض والعلامات
الساركويد هو مرض التهابي جهازي يمكن أن يؤثر على أي عضو في جسم الإنسان. على الرغم من عدم ظهور أية أعراض له إلا أنه يُكتشف عن طريق الصدفة في حوالي 5٪ من الحالات. تشمل الأعراض الشائعة، والتي تميل إلى أن تكون غير واضحة، الإرهاق (التعب المستمر رغم النوم أيضًا؛ يحدث ذلك في 66٪ من الحالات) ونقص الطاقة وفقدان الوزن ووجع المفاصل وآلامها لفترات طويلة (تحدث في حوالي 70٪ من الحالات) والتهاب المفاصل (تؤثر على 14– 38٪ من الأشخاص) وجفاف العين وتورم الركبتين والرؤية الضبابية وضيق التنفس والسعال الجاف السطحي المتقطع والمشاكل جلدية. قد يسعل المريض الدم في الحالات الأقل شيوعًا. تختلف الأعراض الجلدية، وتتراوح من الطفح الجلدي والعقيدات (نتوءات صغيرة) إلى الحمامى العقدية والورم الحبيبي الحلقي أو ما يسمى أيضًا بالذئبة التثليجية. قد يحاكي الساركويد والسرطان بعضهما البعض، ما يجعل التمييز بينهما صعبًا.
يسمى الجمع بين الحمامي العقدية وتضخم العقد اللمفية الثنائية وآلام المفاصل بمتلازمة لوفغرين، والتي لها تشخيص جيد وواضح نسبيًا. يحدث هذا النوع من المرض في كثير من الأحيان بشكل ملحوظ لدى المرضى الإسكندنافيين أكثر من المرضى الذين يكونوا أصلهم غير إسكندنافي.

### الجهاز التنفسي
التمركز في الرئتين هو أكثر مظاهر الساركويد شيوعًا. يعاني 90٪ على الأقل من الأشخاص المصابين من إصابة في الرئة. يعاني حوالي 50٪ من المرضى بشكل عام من تشوهات رئوية دائمة ويعاني 5 إلى 15٪ منهم من التليف التدريجي للنسيج الحشوي للرئة. يتمثل الساركويد في الرئة في المقام الأول، بأنه مرض رئوي خلالي، إذ تتضمن العملية الالتهابية الحويصلات الهوائية والشعب الهوائية الصغيرة والأوعية الدموية الصغيرة. يكشف الفحص البدني عادة في الحالات الحادة والأقل من الحادة، عن خرخرات جافة. يعاني 5٪ على الأقل من الأشخاص من ارتفاع ضغط الدم الشرياني الرئوي. قد يتأثر الجهاز التنفسي العلوي (بما في ذلك الحنجرة والبلعوم والجيوب الأنفية)، ويحدث ذلك في 5 و10٪ من الحالات.
تعتمد المراحل الأربع من الإصابة الرئوية على المرحلة الإشعاعية للمرض، ما يساعد في التشخيص المناسب للحالة:
- المرحلة الأولى: مرض العقد اللمفاوية الثنائية فقط
- المرحلة الثانية: مرض العقد اللمفاوية الثنائية مع تسلل المرض إلى الرئتين
- المرحلة الثالثة: الارتشاح الرئوي بدون مرض العقد اللمفية الثنائية
- المرحلة الرابعة: التليف

يوفر استخدام مقياس سكايندينغ معلومات عامة بشأن تشخيص مرض الرئة بمرور الوقت فقط. ويُنصح بالحذر، فما يظهر ليس إلا علاقة عامة بالعلامات الفسيولوجية للمرض، ودرجة التباين تحد من قابلية التطبيق في التقييمات الفردية، والتي من ضمنها قرارات العلاج.

### البشرة
يصيب الساركويد الجلد بنسبة تتراوح بين 9 و37٪ من الأشخاص، وهو أكثر شيوعًا لدى الأمريكيين الأفارقة من الأمريكيين الأوروبيين. يعتبر الجلد ثاني أكثر الأعضاء عرضة للإصابة بعد الرئتين. أكثر الآفات شيوعًا هي حمامى العقيدية واللويحات والطفح البقعي الحطاطي والعقيدات الموجودة تحت الجلد والذئبة التثليجية. يعد العلاج غير مطلوبًا، فعادة ما تتحلل الآفات تلقائيًا خلال 2-4 أسابيع. على الرغم من أنه قد يكون مرضًا مشوهًا للجلد، إلا أنه من النادر أن يسبب الساركويد الجلدي مشاكل كبيرة.

## الوبائيات
الغرناوية هو واحد من الأمراض الرئوية القليلة مع ارتفاع حالات الإصابة في غير المدخنين.
يصيب بالدرجة الأولى الشباب بنسبة شبه متساوية، وتشير أغلب الدراسات إلى زيادة طفيفة في نسبة النساء. تقع أغلب الحالات في الأعمار دون الأربعين، وذروة الوقوع في الفئة العمرية 20-29 سنة، مع ذروة أخرى بين النساء أكبر من 50 سنة.

## السببيات والإمراض
لا تزال آلية حدوث المرض غير معروفة تماماً، يعتقد أن المرض يحدث نتيجة طفرات جينية تؤدي إلى حدوث رد فعل مناعي غير متوقع لدى التعرض إلى بعض الالتهابات والمؤثرات المحيطة.

### عدم التجاوب المناعي
بالرغم أن المرض يترافق مع زيادة في عدد البلاعم والخلايا اللمفية المساعدة إلا أن الحالة تترافق أيضا مع وهن مناعي تجاه بعض المؤرجات المعروفة كالسلين، يعتقد أن عدم التجاوب هذا هو المسؤول عن زيادة احتمالية حدوث الخمج والسرطانات لدى المرضى المصابين بالغرناوية. يبدو أن الخلايا التائية الموجودة حول الحبيبوم تثبط من إفراز IL-2 مما يسبب عدم التجاوب المناعي ضد وجود المستضدات.

### خلال الحمل
هذا المرض لا يمنع عموماً نجاح الحمل والولادة، هرمون الأستروجين في فترة الحمل قد يكون له تأثير ايجابي قليل على المناعة. في معظم الحالات لا يتأثر المرض بالحمل. هناك تحسّن للأعراض في حالات قليلة وتفاقم للأعراض في حالات قليلة جداً.

## الأعراض والعلامات
قد لا يكون للمرض أي أعراض ظاهرة؛ وقد يتم اكتشافه بالصدفة؛ وقد يظهر بأعراض شديدة ومختلفة؛ ويعتمد ظهور الأعراض على العضو المصاب:
الرئة:صعوبة في التنفس وسعال أحيانًا وأزيز وألم في الصدر.
الغدد الليمفاوية:ربما يظهر تورم بالغدد الليمفاوية في الرقبة أوتحت الإبط؛ ولكن أغلب ما يصاب هي الغدد الليمفاوية الصدرية التي عادة لا تؤدي إلى أي أعراض؛وعادة ما تكشف عن طريق الأشعة.
الجلد:تورمات بالجلد قد تكون مؤلمة أحيانا ؛وقد تصيب الوجه وتؤدي إلى تشوه جلدي.
العين:آلام وتقرحات؛ حكه؛ احمرار في العين يؤدي أحيانًا إلى التأثير على النظر.
المفاصل:آلام وتورم بالمفاصل والعضلات.
وقد يؤدي الساركويد إلى أعراض عامة كالإرهاق والحرارة والضعف وقلة الشهية ونقص الوزن.

## التشخيص
عادة ما يتم التشخيص بأخذ التاريخ المرضي واجراء الفحص السريري وعمل أشعة الصدر التي قد تحدد نوعية المرض وشدته.
ويعد فحص الأشعة المقطعيه من الفحوصات المهمة للمساعده في تشخيص الحالة ومقدار تأثر الرئة والغدد الليمفاويه.
وينقسم الساركويد إلى أربع مراحل تبعا لمقدار تأثر الرئتين والغدد الليمفاويه:
الأولى:تورم في الغدد الليمفاويه الرئويه.
الثانية:تورم في الغدد الليمفاويه الرئويه والتهاب تليفي في الرئتين.
الثالثة:التهاب تليفي في الرئتين.
الرابعة:تليف في الرئتين.
وغالبا ما يستلزم التحقق من التشخيص عن طريق أخذ عينه من العضو المصاب إما عن طريق الإبرة أو جراحيا.
الفحوصات الأخرى كالدم والبلغم قد تساعد الطبيب في استبعاد بعض الأمراض التي قد تتشابه مع الساركويد في التاريخ المرضي والفحص السريري كمرض الدرن وأوراوم الغدد الليمفاويه.

## العلاج
_تقليل أعراض المرض.
_تقليل حجم الجرانيلوما واختفائها.
وقد تستخدم علاجات متعدده بحسب تطور الحالة والأعراض الجانبيه ولكن تختصر أهدافها في النقطتين السابقتين ومن أهم هذه العلاجات:
1_الكورتيزون: وهو دواء مخفض للالتهاب لكنه فعال في تقليل حجم تجمع الخلايا وهو يعد العلاج الأساسي في حالات الساركويد.
2_الأدوية المهبطة للمناعة: توجد عدة أنواع من الأدوية التي تؤدي إلى تقليل حجم الجرانيلوما وعادة ما تكون بديله عن الكورتيزون ومن أهمها الميثوتركسيت.
يتدرج مرض الساركويد ما بين البسيط والمتقدم وعادة في الحالات البسيطة تكون نسبة الشفاء أكثر من 80%وفي المتقدمة تقل هذه النسبة بتطور الحالة والتي قد تؤدي أحيانا إلى قصور في وظائف الرئة وفي الحالات المتقدمة جدا قد تكون زراعة الرئة هي العلاج الأمثل.

## الإنذار
العامل الهام في الإنذار المبكر لمرضى الساركوئيد هو البدء المبكر في تشخيص المرض والعلاج المناسب، ما يحدّ من تطور الأعراض الخطيرة الناتجة عن المرض فيما بعد.

## علم الأوبئة
تصيب الغرناوية بشكل أكبر الشباب من كلا الجنسين ولكن الدراسات أظهرت حالات أكثر لدى النساء وخاصة النساء الأمريكيات السود. معدّل الإصابة هو الأعلى لدى الأشخاص الذين هم تحت سن الأربعين وتصل إلى ذروتها بين سن ال 20-29 وقد لوحظ ذروة أخرى للنساء فوق سن الخمسين.